# Шабар
Шаба́р (каз. Шабар) — село у складі Аккулинського району Павлодарської області Казахстану. Входить до складу Каракалинського сільського округу.
Населення —  (2021; 285 у 2009, 389 у 1999, 469 у 1989).
Національний склад станом на 1989 рік:
- казахи — 100 %